# 布迪湖
38°53′S 73°17′W / 38.883°S 73.283°W

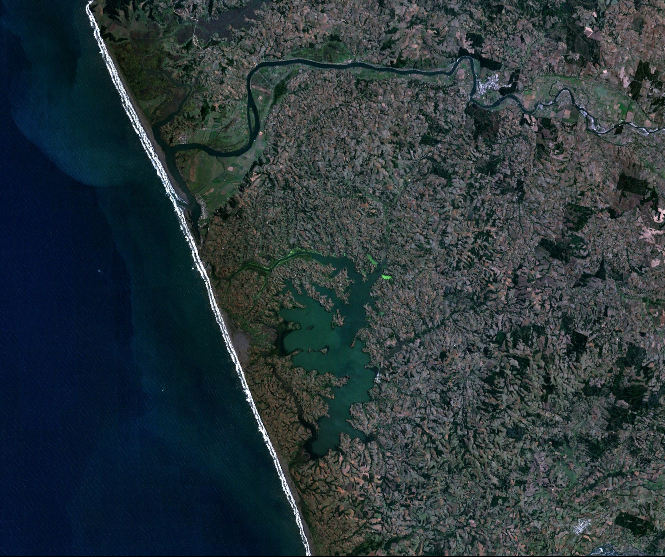

布迪湖是智利的鹹水湖，位於該國南部，由阿勞卡尼亞大區負責管轄，面積56.2平方公里，湖岸線長度105公里，海拔高度2米，最大深度10.5米。